# Oloipiri
Oloipiri è una circoscrizione rurale (rural ward) della Tanzania situata nel distretto di Ngorongoro, regione di Arusha. Conta una popolazione di 4 114 abitanti (censimento 2012).